# 札幌人図鑑
『札幌人図鑑』（さっぽろじんずかん）は、福津京子が2012年5月1日より動画配信を開始したインタビュー番組。2015年11月よりジェイコム札幌が「札幌人図鑑.TV」としてテレビ放送を開始した。2025年3月終了。
札幌在住または札幌ゆかりのゲストを毎回1名招き、過去・現在・未来に関わる3つのキーワードをテーマにインタビュー形式で紹介する。

## 概要
北海道大学CoSTEP特任助教・西尾直樹が立ち上げた動画サイト「研究者図鑑」に着想を得て、2012年1月に福津が西尾のもとを訪れ暖簾分けを申し出た。1年間365日続けることを目標に、福津が企画・司会・撮影・編集・掲載を全て一人で行い、YouTubeでの配信を開始した。2012年5月1日に第1回を公開して以来、ほぼ毎日番組が配信され、2015年3月27日に第1000回・1000名を達成した。
1000回達成後の福津は燃え尽き症候群の心境となり「数を増やすのが目的ではなかった」「誰かの役に立っているのか」と考え込み再開の可否を悩んだものの出演者や視聴者から寄せられた「出演で人生が変わった」「こんな凄い人が居るのかと驚いた」などといった反響の声もあり「続けたいと思えばそれが続ける理由だ」と続行を決意し、約半年間の休止を挟んで再開。
第1001回からはジェイコム札幌にて『札幌人図鑑.TV』として先行放送され、その1週間後にウェブサイト『札幌人図鑑』で公開されるようになった。テレビ放送開始後も福津が企画・撮影・編集を兼務する。
当初は1週間に5回・5名のペース、2016年10月からは1週間に3回・3名のペースで配信を行い、福津の安平町地域おこし協力隊就任に伴って、2025年3月に2000人をもって終了となった。

## ゲスト出演者
ゲストは職業人に限定されているわけではなく、「○○評論家」（ガラナ評論家、しいたけ焼き、携帯マニアなど）、「子育て」（母親の会の主宰、子供支援など）、「助ける人」（心のケア、動物愛護など）、「中学生」、「小学生」などのカテゴリもある。ウェブサイト『札幌人図鑑』ではこれまでに登場したゲストをカテゴリごとに分類したインデックスで検索できる。
節目の回のゲスト
節目の回には全国的な有名人や重要人物をゲストに招く。また後述の通り、節目の回には公開収録を行うことが多い。
- 第100回：作家・エッセイスト 千石涼太郎
- 第200回：札幌市長（当時） 上田文雄
- 第300回：札幌交響楽団 大平まゆみ
- 第500回：北海道知事（当時） 高橋はるみ
- 第600回：エフエム北海道 中田美知子
- 第700回：北海道テレビ放送代表取締役 樋泉実
- 第999回：クリプトン・フューチャー・メディア代表取締役 伊藤博之
- 第1000回：ノーベル化学賞受賞者 鈴木章
- 第1001回：札幌市長 秋元克広
- 第1100回：長野五輪金メダリスト 清水宏保・船木和喜
- 第1200回：THE TON-UP MOTORSボーカル 上杉周大
- 第1300回：北海道テレビ放送コンテンツ事業室 エグゼクティブディレクター 藤村忠寿
- 第1400回：レバンガ北海道所属選手 多嶋朝飛・折茂武彦
- 第1500回：コンサドーレ札幌所属選手（当時）都倉賢・荒野拓馬
- 第1600回：北海道知事 鈴木直道
- 第1700回：お笑いコンビ トム・ブラウン
- 第1800回：料理研究家 星澤幸子

架空のキャラクター
一度だけ、架空のキャラクターをゲストに招いた。第179回のゲストは札幌のゆるキャラであるコアックマだった。コアックマは終始喋らず、全ての質問に対して身振りとスケッチブックで答えるだけなので、福津が一人で約10分間喋り続けた。
団体
個人ではなく団体がゲストの回もある。

## 制作
司会の福津によるゲストへの事前取材およびインタビュー収録と、その後の編集により制作される。ゲストからのヒアリングのポイントは以下の3点である。
- 現在 - 今の仕事の近況、トピックス、魅力、やりがいなど
- 過去 - 自分を創った原体験、そもそもの話し（学生時代など）
- 未来 - これからどうなりたいか、夢や希望（仕事と関係なくても）

ヒアリング後、福津より3つの「キーワード」を提案し、これに本人からの意見を反映した内容をスケッチブックに書込む。その後、オープニングの歌のリハーサルを経て収録を開始する。
使用する機材は固定ビデオカメラ、マイク、音声レコーダのみである。
ゲストはカメラ慣れしていない一般人が多いので、緊張感を和らげて話してもらえるよう撮影前からしっかり対話を重ね、動揺を起こさないよう触れられないこと事前にも聞いておく形としている。またインタビューは3つのキーワードをスケッチブックに書き出してそれを元に行い、話の流れを戻しやすくしている。

## 収録
番組開始直後はゲストの本拠地で収録することが多かった。第100回前後から札幌大通地区にある「さっぽろ大通コワーキングスペース ドリノキ」での収録が中心となる。第1001回以降はJ:COM 札幌のスタジオでの収録が大半となったが、節目となる回には有名人や重要人物を招いての公開収録を行っている。
- JR札幌駅南口（第497回：南茅部高校・羅臼高校）
- 札幌青年会議所（第690回：平岸中央商店街 中目雄介）
- ミライストカフェ（第1059回：NPO法人D×P理事長 今井紀明）
- アリオ札幌（第1100回[8]）
- 新札幌サンピアザ（第1200回[9]、第1300回[10]、第1500回）
- 三井アウトレットパーク 札幌北広島（第1400回）
- イトーヨーカドー屯田店（第1700回）

## 番組フォーマット
ゲストと司会者の福津が画面上で左右隣り合わせで座る画面構成をとる。福津一人で制作するため、カメラは固定である。
毎回必ず、ゲストと福津がそろって頭を左右に揺らしながらテーマ曲を合唱し、ゲストが自ら手書きのテロップをカメラに見せて名乗る、というお決まりのパターンで番組が始まる。続いて、ゲストの過去・現在・未来を象徴する3つのキーワード（実際には文章）を書いた画用紙を福津がカメラに見せて読み上げ、それぞれのキーワードに基づいてゲストから話を引き出していく。
ウェブサイト『札幌人図鑑』で公開する際にはビデオと共に、200字程度のゲスト紹介と本人の顔写真が掲載される。
こうした番組のフォーマットの多くは、『研究者図鑑』の西尾が始めたものである。福津とゲストが歌う「○○（その回の撮影場所）からお届け、札幌じーん・ず・か・ん」というテーマ曲は、西尾の作曲である。

## 札幌人図鑑を参考にした番組
札幌人図鑑のフォーマットを利用して制作されるインタビュー番組には以下のものがある。
足立人図鑑（学生版）
札幌人図鑑を見て感銘を受けた東京都足立区の学生が、大学のゼミ仲間と「足立人図鑑」を立ち上げたいと札幌を訪れ暖簾分けを申し出た。制作主体、概要、開始の経緯、札幌人図鑑と同じスタイルで2013年7月より開始した。不定期更新で現在も継続中である。地元コミュニティFMでも同名の番組がスタートした。メディアミックスによる地域の魅力を発信する。
稲生会図鑑
2015年2月に医療法人稲生会の院長土畠智幸と事務職員の武部未来が「札幌人図鑑」のゲストとして登場したのをきっかけに制作が始まった。障害当事者や同医療法人に関係する人々の、人となりに触れるインタビュー動画である。2015年5月から同会のウェブサイト内のニュースのページで公開された。
J:COMご当地人図鑑
J:COM札幌の番組『札幌人図鑑.TV』の放送開始後、J:COMの各地域局が効率的な制作方式に注目して、相次いで同一フォーマットの番組制作と放送を始めた。制作済みの番組は全てJ:COMホームページ内の『ご当地図鑑』で視聴できる。2017年1月現在、J:COMで放送・公開しているご当地人図鑑とそれぞれの放送開始年月日は以下の通りである。
- 札幌人図鑑（第1001回以降、2015年11月2日）
- 熊谷人図鑑（2016年1月1日）
- 足立人図鑑（2016年2月1日）
- 横浜人図鑑（2016年2月1日）
- 八王子人図鑑（2016年4月1日）
- 仙台人図鑑（2016年4月19日）
- たまろくと人図鑑（2016年6月1日）
- 神戸人図鑑（2016年8月1日）

北海道ママ図鑑
子育てママの支援のための自宅開放型ママ向けサロン「来mamaルーム」のウェブサイト内で、北海道の「元気ママ」を紹介する動画として製作・公開される。2016年5月に開始された。代表の越後久美子が司会を務める。札幌人図鑑第607回（2014年1月28日）に、越後がゲストとして登場したことがきっかけとなった。